# No come down
No come down es un álbum recopilatorio de la banda inglesa The Verve publicado en 1994. Este álbum es una colección de caras B, canciones descartadas y otras versiones de trabajos anteriores.
Es el primer álbum de la banda bajo el nombre de The Verve, después de la demanda de la discográfica de Jazz Verve por infringir el copyright.

## Lista de canciones
1. «No come down» (publicada con «Blue», 1993) – 3:14
2. «Blue» (publicado en versión americana de «Blue», 1994) – 3:15
3. «Make it till monday» (acústico publicado con «Slide away», 1993) – 2:44
4. «Butterfly» (acústico de A storm in heaven) – 7:36
5. «Where the geese go» (publicada con «Blue», 1993) – 3:12
6. «6 o'clock» (publicada en versión americana de «Blue», 1994) – 4:29
7. «One way to go» (publicada con «All in the mind», 1992) – 7:16
8. «Gravity Grave» (en vivo, Glastonbury, 1993) – 9:22
9. «Twilight» (publicada con «Blue», 1993) – 3:01